# Guido von Ibelin (Konstabler von Zypern)
Guido von Ibelin (franz.: Guy d’Ibelin; † nach Mai 1255) aus dem Haus Ibelin war Marschall, später Konstabler des Königreichs Zypern.
Er war ein jüngerer Sohn des Johann von Ibelin, des „alten Herrn von Beirut“, und der Melisende von Arsuf. Sein Vater war ein mächtiger Baron aus dem Königreich Jerusalem und seit 1227 Regent von Zypern. 1228 wurde Johann vom römisch-deutschen Kaiser Friedrich II. abgesetzt, der selbst die Herrschaft über Zypern beanspruchte. Johann führte daraufhin den bewaffneten Widerstand (Lombardenkrieg) gegen die Herrschaftsansprüche des Kaisers in Outremer.
In jungen Jahren kämpfte Guido am 15. Juni 1232 in der siegreichen Schlacht bei Agridi gegen die Truppen des kaiserlichen Statthalters Richard Filangieri, in der eine Invasion Zyperns verhindert werden konnte. Später, spätestens 1248, wurde er von König Heinrich I. zum Marschall von Zypern ernannt.
Zusammen mit seinem Bruder, Seneschall Balduin von Ibelin, führte Guido die zypriotische Ritterschaft ab 1249 auf den Kreuzzug Ludwigs IX. von Frankreich nach Ägypten (Sechster Kreuzzug). Dort gerieten beide allerdings im April 1250 in die Gefangenschaft der Mamluken. In der Zeit ihrer Gefangenschaft verübten die Mamluken in Ägypten am 1. Mai 1250 einen Staatsstreich und ermordeten Sultan Turan Schah. Die Mamluken ließen die Gefangenen wenige Tage später gegen ein Lösegeld frei.
Nachdem Guido nach Zypern zurückgekehrt war, wurde er 1250 vom König zum Konstabler (Connétable) ernannt.

## Ehe und Nachkommen
Guido war verheiratet mit Philippine Barlais, der Tochter des Amalrich Barlais, Herr von Blanchegarde, ihre Kinder waren:
- Balduin († nach 1286), Connétable von Zypern, Bailli von Jerusalem;
- Johann († ermordet 1276);
- Aimerich;
- Balian (* 1240, † 1302), Seneschall von Zypern 1286–1301;
- Philipp (* 1253, † 1318), Seneschall von Zypern 1301–1318;
- Isabella (* 1241, † 1324), ⚭ König Hugo III. von Zypern;
- Alix (* 1255) ⚭ Eudes de Dampierre-sur-Salon († vor 1291);
- Eschiva, Nonne;
- Melisende († jung);
- Maria († jung).

## Weblink
- Guy of Ibelin bei fmg.ac (englisch)

| Personendaten    | Personendaten                       |
| ---------------- | ----------------------------------- |
| NAME             | Guido von Ibelin                    |
| ALTERNATIVNAMEN  | Guy d’Ibelin                        |
| KURZBESCHREIBUNG | Marschall und Konstabler von Zypern |
| GEBURTSDATUM     | 13. Jahrhundert                     |
| STERBEDATUM      | nach Mai 1255                       |